# ساندر آرمه
ساندر آرمه (انگلیسی: Sander Armée؛ زادهٔ ۱۰ دسامبر ۱۹۸۵) دوچرخه‌سوار اهل بلژیک است.
از باشگاه‌هایی که در آن بازی کرده‌است می‌توان به تیم لوتو–سودال و اسپورت فلاندر-بالوزه اشاره کرد.